# 蔡加讚
蔡加讚，GBS，JP（1986年—），香港企業家，「玩具大王」蔡志明之獨子，現任星島新聞集團主席、康健國際醫療集團主席兼行政總裁、旭日國際集團副主席及香港高級鐘錶零售商譽一鐘錶集團 主席兼創辦人等。蔡亦擔任港區十三屆全國政協委員、港區十四屆全國政協委員、第十四屆全國政協人口資源環境委員會副主任、香港大學校董、香港各界扶貧促進會召集人兼會長香港政協青年聯會創會會長。

## 簡介
蔡加讚曾就讀喇沙小學，上學時途中曾遭受綁架，隨即赴美國留學，獲得美國南加州大學政治經濟學學位。
大學畢業後蔡加讚回港參與家族生意，加入旭日國際集團現任職副主席，集團業務涵蓋玩具製造、商場發展、物業租賃及管理、新聞媒介、名貴腕錶零售、汽車銷售維修及教育等行業。他於2010年創立譽一鐘錶集團，代理逾30個國際知名瑞士鐘錶品牌，分店遍佈香港，其後業務拓展至澳門，現成為澳門最具規模的鐘錶零售集團。
蔡加讚於2022年入股星島新聞集團，出任集團的主席職務。星島新聞集團出版多份刊物，包括《星島日報》、《頭條日報》、《東週刊》、《親子王》、《The Standard》等，在本港流通量極廣。當中，《頭條日報》是香港發行量最高的免費報紙，《東週刊》是香港發行量最高的雜誌，而《星島日報》更發行到美國、加拿大及歐洲市場，深入當地華人社會各階層，擁有廣泛的讀者群，成績斐然。
蔡加讚熱心公益、低調行善的作風亦為人稱道，於2022年被報刊報導他自2008年起開始大舉捐獻，其每年捐款金額更上億元。2017年，蔡加讚以旗下鐘錶集團名義捐獻港幣800萬元贊助農曆新年煙花大匯演。2018年蔡加讚捐贈100萬元予香港義工聯盟，藉此資助基層的中小學生的部分學費，以及提供海外交流機會等，鼓勵基層向上流動。2021年，蔡加讚率領的「香港各界扶貧促進會」，捐出1,000萬元援助基金，供不同機構在籌備多項關愛活動，包括到訪公共屋邨向基層長者派福袋等。同年，電視節目「東張西望」採訪報導蔡加讚出資200萬元向全球多個供應商採購50萬個外科口罩，與消毒液、搓手液等防疫用品包裝成「愛心防疫包」，透過非牟利團體分發予香港市民及有需要人士。2023年更獲香港大學頒授名譽大學院士以表彰對積極關注年輕一代的全面發展，重視社會上的扶貧議題，更創立香港各界扶貧促進會，致力改善貧困人口生活條件，為基層家庭提供資源。同時，他亦關心和研究助地球永續發展方案，包括涉足生物塑膠事業以減少世人對傳統塑膠的依賴等；亦表揚蔡加讚2022年入股星島新聞集團並出任主席，絕非純粹投資，而是他堅信真理及正義的重要性，旨在於其帶領下提供徹底且公正的新聞。
蔡加讚現擔任香港廣西社團總會首席會長、香港各界扶貧促進會會長、新界社團聯會首席會長及香港政協青年聯會創會會長等多個社會職務。2018年蔡加讚成立了香港各界扶貧促進會，照顧香港基層需要，以及協助內地偏遠村落改善生活條件，迄今已助至少500戶內地家庭成功脫貧。協會至今籌措資金已超過1億港元，其中，在四川南江縣落實的「借羊還羊」模式入選了聯合國全球減貧最佳案例獎。「香港各界扶貧促進會」亦在2021年成立「香港各界扶弱基金會」，向「跨逆境．愛無限」扶弱基金捐出1千萬元援助基金，供不同機構在籌備多項關愛活動。
除了慈善事業外，蔡加讚亦熱心公共事務。現擔任不少公職，包括社會福利署攜手扶弱基金諮詢委員會成員、商務及經濟發展局專業服務協進支援計畫評審委員會成員、少年警訊中央諮詢委員會、海關「YES」青年計劃副理事長、入境事務處使用服務人士委員會非官方成員、前懲教署更生先鋒領袖執行總監等。因對社會各方面的事務上作出積極的貢獻，於2016年獲頒世界傑出青年獎項，2017年獲港府頒授銅紫荊星章；2018年1月，出任第十三屆全國政協委員；2022年獲委任香港大學校董；2023年出任第十四屆全國政協委員及第十四屆全國政協人口資源環境委員會副主任，榮獲香港特區政府頒發非官守太平紳士。

## 公職
- 第十四屆全國政協人口資源環境委員會副主任
- 中國人民政治協商會議第十三屆港區全國政協委員[29]
- 中國人民政治協商會議第十四屆港區全國政協委員[29]
- 香港廣西社團總會首席會長
- 新界社團聯會首席會長
- 前九龍社團聯會首席會長
- 香港各界扶貧促進會會長[29]
- 香港政協青年聯會創會會長
- 香港社會福利署攜手扶弱基金委員會委員[30]

## 榮譽
2016年獲頒世界傑出青年獎項
2017年獲香港政府頒授銅紫荊星章
2018年以31歲之齡出任最年輕的第十三屆全國政協委員
2022年獲委任香港大學校董
2023年出任第十四屆全國政協委員
2023年出任第十四屆全國政協人口資源環境委員會副主任
2023年獲香港特區政府頒發非官守太平紳士
2023年獲香港大學頒授名譽大學院士職銜
2025年獲香港政府頒授金紫荊星章

## 家庭
蔡加讚與妻子汪圓圓育有一對雙胞胎兒子和一女兒。他屬家中孻子，三個姐姐分別是蔡加敏、蔡加穎（歿）和蔡加怡，父親是享有「玩具大王」美譽的旭日國際集團董事會主席蔡志明博士GBS太平紳士，母親為蔡太李惠莉。

## 世紀婚禮
蔡加讚於2013年與著名模特兒汪圓圓結婚，於香港會議展覽中心筵開一百六十席，花費逾億元，被媒體人士譽為「世紀婚禮」。 婚宴當晚，港澳政商界名人及演藝界人士雲集會展，包括時任香港特首梁振英及澳門特首崔世安也親臨祝賀，場面盛大，成一時佳話。

## 名下馬匹
蔡加讚亦是香港賽馬會的會員、馬主，名下馬匹包括「車神」、「宇宙車神」、「地上車神」、「熱鬥車神」、「天德神影」，先後由約翰摩亞、麥菲文、蘇偉賢、姚本輝、葉楚航訓練。

## 外部連結
- 譽一鐘錶官方網頁（页面存档备份，存于）
- 極速汽車集團官方網頁